# Edouard Gagnon
Edouard kardinál Gagnon (15. ledna 1918 Port-Daniel – 25. srpna 2007 Montreal), byl kanadský římskokatolický kněz, emeritní předseda Papežské rady pro rodinu a Papežského výboru pro Eucharistický kongres, kardinál.

## Biografie
Kardinál Gagnon byl na kněze vysvěcen 15. srpna 1940 v Montrealu. Řadu let byl členem Společnosti kněží Svatého Sulpice. V šedesátých letech byl jejich představeným pro oblast Kanady, Japonska a Latinské Ameriky. Podílel se na závěrečných pracích II. vatikánského koncilu. Biskupské svěcení přijal 25. března 1969. O tři roky později přesídlil do Říma, stal se rektorem kanadské papežské koleje a začal pracovat v Papežské radě pro rodinu. Jejím předsedou byl v letech 1985 až 1990. Kardinálem ho jmenoval papež Jan Pavel II. 25. května 1985.